# Erinaceusyllis erinaceus
Erinaceusyllis erinaceus är en ringmaskart som först beskrevs av Claparede 1863.  I den svenska databasen Dyntaxa används istället namnet Sphaerosyllis erinaceus. Enligt Catalogue of Life ingår Erinaceusyllis erinaceus i släktet Erinaceusyllis och familjen Syllidae, men enligt Dyntaxa är tillhörigheten istället släktet Sphaerosyllis och familjen Syllidae. Arten är reproducerande i Sverige. Inga underarter finns listade i Catalogue of Life.